# 생햄

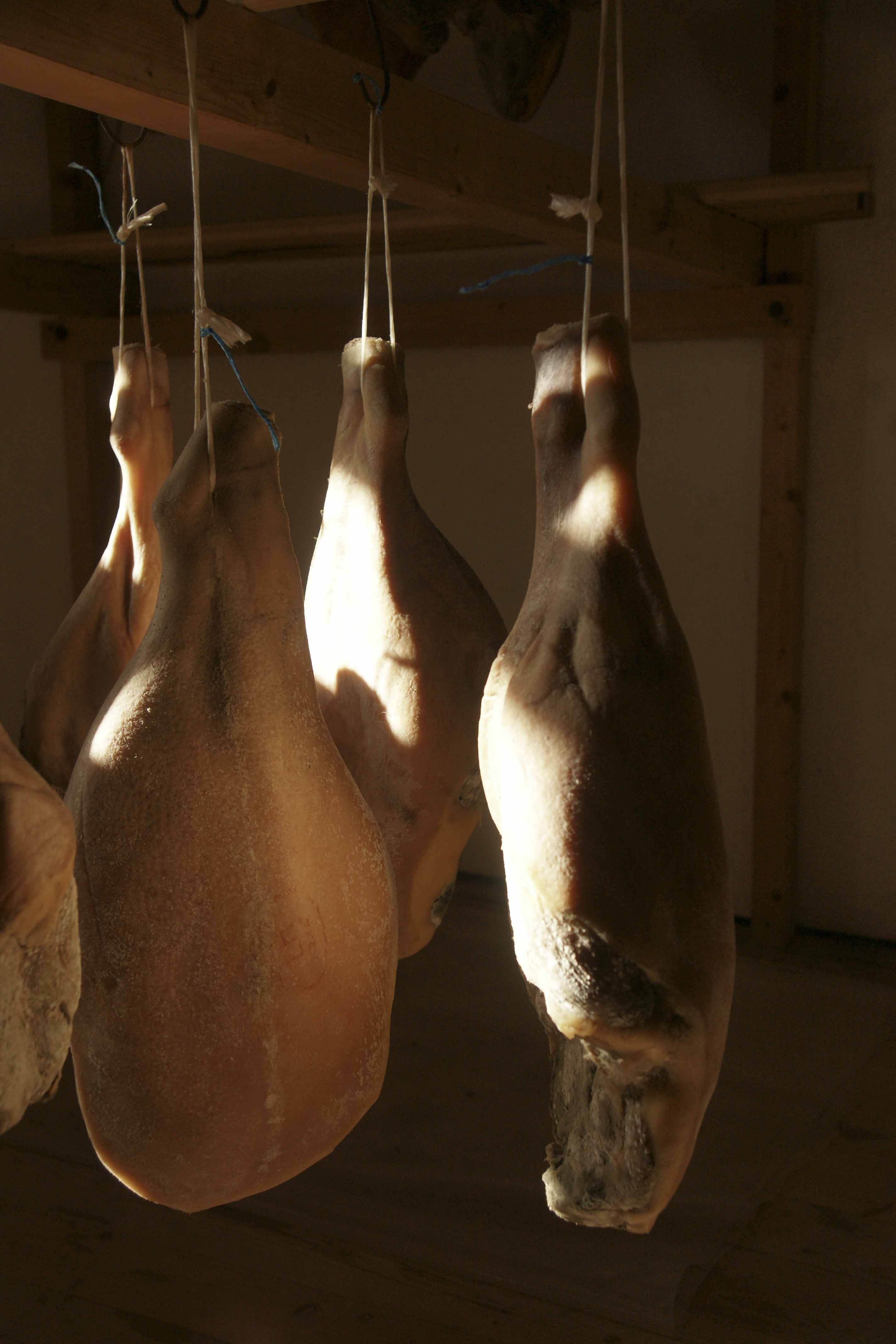
생햄

생햄(生ham)은 익히지 않은 햄이다. 날고기를 염지와 건조, 훈제 등을 통해 보존하는 식품이며, 열을 가해 익힌 햄과 대비된다. 이탈리아의 프로슈토, 스페인의 하몬, 포르투갈의 프레준투 등이 생햄에 속한다.

## 종류
| 이름                         | 사진 | 원산지                                                                         | 돼지 품종             | 보존 방식 |
| ---------------------------- | ---- | ------------------------------------------------------------------------------ | --------------------- | --------- |
| 네구시 햄 (프르슈트)         |      | 몬테네그로 (체티네)                                                            |                       | 건염 훈연 |
| 달마티아 햄 (프르슈트)       |      | 크로아티아 (달마티아)                                                          | 요크셔×토종           | 건염 훈연 |
| 라콘                         |      | 스페인                                                                         | 켈트 요크셔 토종 듀록 | 건염      |
| 루가오 햄                    |      | 중국 (루가오)                                                                  | 장취하이              | 건염      |
| 모데나 햄 (프로슈토)         |      | 이탈리아 (모데나)                                                              |                       | 건염      |
| 바욘 햄                      |      | 프랑스 (아르자크아라지게)                                                      |                       | 건염      |
| 바항쿠스 햄 (프레준투)       |      | 포르투갈 (바항쿠스)                                                            | 알렌테주              | 건염      |
| 베스트팔렌 햄                |      | 독일 (베스트팔렌)                                                              |                       | 건염 훈연 |
| 산다니엘레 햄 (프로슈토)     |      | 이탈리아 (산다니엘레델프리울리)                                                |                       | 건염      |
| 세라노 햄 (프레준투, 하몬)   |      | 스페인                                                                         |                       | 건염      |
| 쉬안웨이 햄                  |      | 중국 (쉬안웨이)                                                                |                       | 건염      |
| 슈바르츠발트 햄              |      | 독일 (슈바르츠발트)                                                            |                       | 건염 훈연 |
| 스미스필드 햄                |      | 미국 (스미스필드)                                                              |                       | 건염 훈연 |
| 안푸 햄                      |      | 중국 (안푸)                                                                    |                       | 건염 훈연 |
| 알렌테주 햄 (프레준투)       |      | 포르투갈 (구아르다 베자 산타렝 세투발 에보라 카스텔루브랑쿠 파루 포르탈레그르) | 알렌테주              | 건염      |
| 이베리코 햄 (프레준투, 하몬) |      | 스페인 포르투갈                                                                | 이베리아              | 건염      |
| 이스트라 햄 (프르슈트)       |      | 크로아티아 (이스트라)                                                          |                       | 건염      |
| 진화 햄                      |      | 중국 (진화)                                                                    | 진화                  | 건염      |
| 컨트리 햄                    |      | 미국 (남부)                                                                    |                       | 건염 훈연 |
| 태소 햄                      |      | 미국 (루이지애나)                                                              |                       | 건염 훈연 |
| 토스카나 햄 (프로슈토)       |      | 이탈리아 (토스카나)                                                            |                       | 건염      |
| 파르마 햄 (프로슈토)         |      | 이탈리아 (파르마)                                                              |                       | 건염      |
| 하부고 햄 (하몬)             |      | 스페인 (하부고)                                                                | 이베리아              | 건염      |

## 같이 보기
- 익힌 햄